# Copainalá
Copainalá är en ort i Mexiko.   Den ligger i kommunen Copainalá och delstaten Chiapas, i den sydöstra delen av landet, 700 km öster om huvudstaden Mexico City. Copainalá ligger 430 meter över havet och antalet invånare är 6 365.
Terrängen runt Copainalá är kuperad norrut, men söderut är den bergig. Copainalá ligger nere i en dal. Runt Copainalá är det ganska tätbefolkat, med 56 invånare per kvadratkilometer. Copainalá är det största samhället i trakten. Omgivningarna runt Copainalá är en mosaik av jordbruksmark och naturlig växtlighet.